# Surprize, surprize
Surprize, surprize a fost o emisiune de televiziune difuzată în fiecare sâmbătă pe TVR1, realizată de Andreea Marin. Emisiunea a rulat începând din anul 1999, timp de 9 ani, în 18 sezoane și a fost unul dintre cele mai populare spectacole de televiziune din România. În primii ani de la lansare, emisiunea a bătut recordurile de vizionări pe țară printre toate emisiunile televizate.

## Format
Elementul de bază al programului consta în reîntâlnirea unor oameni apropiați (rude, prieteni), pe care distanța sau lipsurile materiale îi despărțiseră vreme îndelungată. Întâlnirile reprezentau o surpriză pentru unii dintre participanți, acesta fiind deseori copleșit de situație și dând frâu liber exteriorizării emoțiilor, îmbrățișările și lacrimile dând o notă dramatică și sentimentală show-ului.
O altă secțiune a programului o reprezenta dimensiunea artistică. Emisiune a avut ocazia sa fie gazda a nume mari ale industriei muzicale internaționale, printre care: Bonnie Tyler, Demis Roussos, Boney M., Richard Clayderman, Julio Iglesias Jr., Samantha Fox, Sara Montiel, Adamo, Back Street Boys*citation needed, Al Bano ș.a.

## Gazdele emisiunii
- Andreea Marin Bănică
- Mihai Răzuș
- Duiu Onofrei
- Gabriel Coveșanu (Cove)
- Lucian Ghimiși